# Jeremiás
A Jeremiás héber eredetű név, a Jirmejahu névnek a görög és latin formájából származik, jelentése Jahve emeljen fel a nyomorúságból.

## Gyakorisága
Az 1990-es években szórványos név, a 2000-es években nem szerepel a 100 leggyakoribb férfinév között.

## Névnapok
- május 1.[2]
- június 7.[2]

## Híres Jeremiások, Jeremik
- Jeremiás próféta